# 守望回族乡
守望回族乡是中华人民共和国云南省昭通市昭阳区下辖的一个民族乡。

## 行政区划
守望回族乡下辖以下村级行政区划单位：
水井湾村、卡子村、八仙营村、葫芦坪村、甘河村、刘家海子村和马贵闸村。